# ハプログループN (mtDNA)

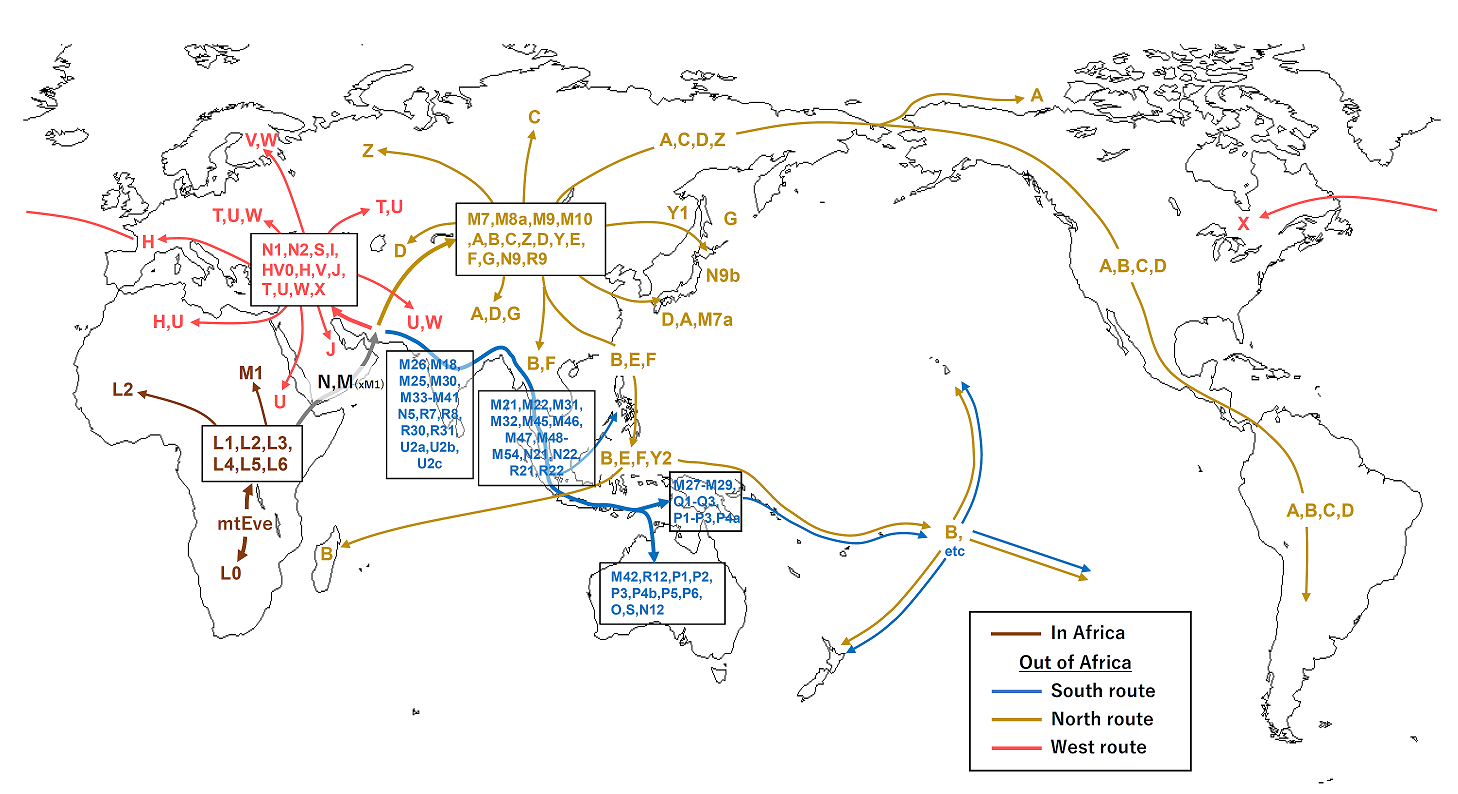
ハプログループNとその子系統は北ルート、西ルート、南ルートの3方向に拡散した。

ハプログループN (mtDNA)（ハプログループN (ミトコンドリアDNA)、英: Haplogroup N (mtDNA)）とは、分子人類学で用いられる、人類のミトコンドリアDNAハプログループ（型集団）の分類のうち、「L3」より分岐したものである。「8701, 9540, 10398, 10873, 15301」の変異で定義づけられる。ハプログループMとともに、出アフリカを果たし、子孫がユーラシア、オセアニア、アメリカ大陸に広がっていった。アフリカ外で見つかったものはすべてハプログループMに属しているため、ハプログループNへの分岐がアフリカ内で起きたかアフリカ外に起きたのかの議論がある。ハプログループMは西ユーラシアには存在しないが、インドでは優勢であり、またハプログループNが欧米ユーラシアで大きな主流グループになっている。

## 主な子系統
- N1: I
- N2: W
- N9
  - N9a　：東アジア、東南アジア、中央アジア
  - N9b　：日本、沿海州
  - Y　：オホーツク海沿岸
- A　：東アジア、中央アジア、北アジア、アメリカ先住民
- S
- X　：ヨーロッパ、中東、北アフリカと北米先住民
- R
  - R0 (FMKA pre-HV)
    - HV: 
      - H　：ヨーロッパ、北アフリカ
      - V

  - pre-JT or R2'JT
    - JT: (J, T)

  - R9
    - F　：東アジア、東南アジア

  - R11'B
    - B　：東アジア、東南アジア、オセアニア、アメリカ先住民

  - P
  - U (formerly UK)
    - U8
      - K
- O